# 상서중학교 (전북)
상서중학교(上西中學校)는 대한민국 전북특별자치도 부안군 상서면 용서리에 있는 공립 중학교이다.

## 학교 연혁
- 1971년 1월 6일 : 상서중학교 설립 인가
- 1971년 1월 28일 : 초대 이벽우 교장 취임
- 1971년 3월 5일 : 개교(학생 214명, 교직원 9명)
- 1980년 3월 1일 : 13학급 증설 인가
- 1986년 9월 29일 : 본관 1, 2층 2개 교실 신축
- 1994년 12월 20일 : 다목적 교실 신축
- 1996년 12월 13일 : 대강당(명덕당) 준공
- 2023년 9월 1일 : 제18대 정소성 교장 취임
- 2024년 2월 8일 : 제51회 졸업식 3명(총 4,707명)

## 참고 자료
- 상서중학교 - 한국교육학술정보원 학교알리미